# Jönköpings varmbadhus
Jönköpings varmbadhus var ett varmbadhus vid hörnet Apotekargränd/Norra Strandgatan på Öster, i Jönköping.
Stadens första varmbadhus låg vid stranden av Munksjön vid dåvarande Badhusgatan på Kålgården. Det hade byggts 1835. Områdets stadsplan har ändrats och på 1970-talet byggdes där flerbostadshus.
Ett nytt varmbadhus ritades av August Atterström och uppfördes mer centralt i staden vid Apotekaregränd nära Hovrättstorget. Det hade bland annat en bassäng på 5,5 x 10 meter, vilken då var den största i landet efter Centralbadet i Stockholm och Renströmska badet i Göteborg. Varmbadhuset invigdes 1906. 

## Utbyggnad
I mitten av 1930-talet ansågs varmbadhuset vara otillräckligt. I den lilla bassängen kunde inga simtävlingar avgöras. Badhuset byggdes till och fick en simbassäng på 11 x 25 meter med läktare med drygt 200 platser vid den stora bassängen. Om- och tillbyggnaden stod klar 1939. För hopparna fanns en trampolin med fem meters höjd och vidare två sviktar på tre respektive en meters höjd. Tillbyggnaden innehöll också en barnbassäng, tvagningsrum och bastu för herrbad samt ett turkbad med massagerum, tvagningsrum och ångbastu. Den gamla delen byggdes om till ett dambad med tvagningsrum, bastu och egen bassäng.
Badhuset revs 1966 och ersattes av Rosenlundsbadet, som om- och tillbyggts.